# Poznań Open 2021
Il Poznań Open è stato un torneo maschile di tennis giocato sulla terra rossa. È stata la 17ª edizione del torneo, facente parte della categoria Challenger 90 nell'ambito dell'ATP Challenger Tour 2021. È stato giocato al Park Tenisowy Olimpia di Poznań in Polonia, dal 26 luglio al 1º agosto 2021.

## Partecipanti

### Teste di serie
| Nazionalità | Giocatore               | Ranking* | Testa di serie |
| ----------- | ----------------------- | -------- | -------------- |
| Spagna      | Bernabé Zapata Miralles | 121      | 1              |
| Paesi Bassi | Botic van de Zandschulp | 128      | 2              |
| Svizzera    | Henri Laaksonen         | 132      | 3              |
| Francia     | Hugo Gaston             | 155      | 4              |
| Rep. Ceca   | Zdeněk Kolář            | 179      | 5              |
| Francia     | Enzo Couacaud           | 180      | 6              |
| Kazakistan  | Dmitrij Popko           | 187      | 7              |
| Argentina   | Guido Andreozzi         | 198      | 8              |

* Ranking al 19 luglio 2021.

### Altri partecipanti
I seguenti giocatori hanno ricevuto una wild card per il tabellone principale:
- Leo Borg
- Daniel Michalski
- Aleksander Orlikowski

Il seguente giocatore è entrato in tabellone come special exempt:
- Nicolás Kicker

I seguenti giocatori sono entrati in tabellone come alternate:
- Pedro Cachín
- Jonáš Forejtek

I seguenti giocatori sono passati dalle qualificazioni:
- João Domingues
- Elmar Ejupović
- David Poljak
- Aleksandr Ševčenko

I seguenti giocatori sono entrati nel tabellone principale come lucky loser:
- Evan Furness
- Miljan Zekić

## Punti e montepremi
| Torneo    | Torneo              | V     | F     | SF    | QF    | 2T    | 1T  | Q | Q2  | Q1  |
| Singolare | Punti               | 90    | 55    | 33    | 17    | 8     | 0   | 5 | 2   | 0   |
| Singolare | Premi in denaro (€) | 9 200 | 5 400 | 3 250 | 1 850 | 1 100 | 660 | – | 330 | 165 |
| Doppio    | Punti               | 90    | 55    | 33    | 17    | –     | 0   | – | –   | –   |
| Doppio    | Premi in denaro (€) | 3 950 | 2 350 | 1 380 | 850   | –     | 460 | – | –   | –   |

## Campioni

### Singolare
Mario Vilella Martínez ha sconfitto in finale  Jiří Lehečka con il punteggio di 6–3, 6–2.

### Doppio
Zdeněk Kolář /  Jiří Lehečka hanno sconfitto in finale  Karol Drzewiecki /  Aleksandar Vukic con il punteggio di 6–4, 3–6, [10–5].